# Tokugawa Iesada
Nesse nome japonês, Tokugawa é o sobrenome.

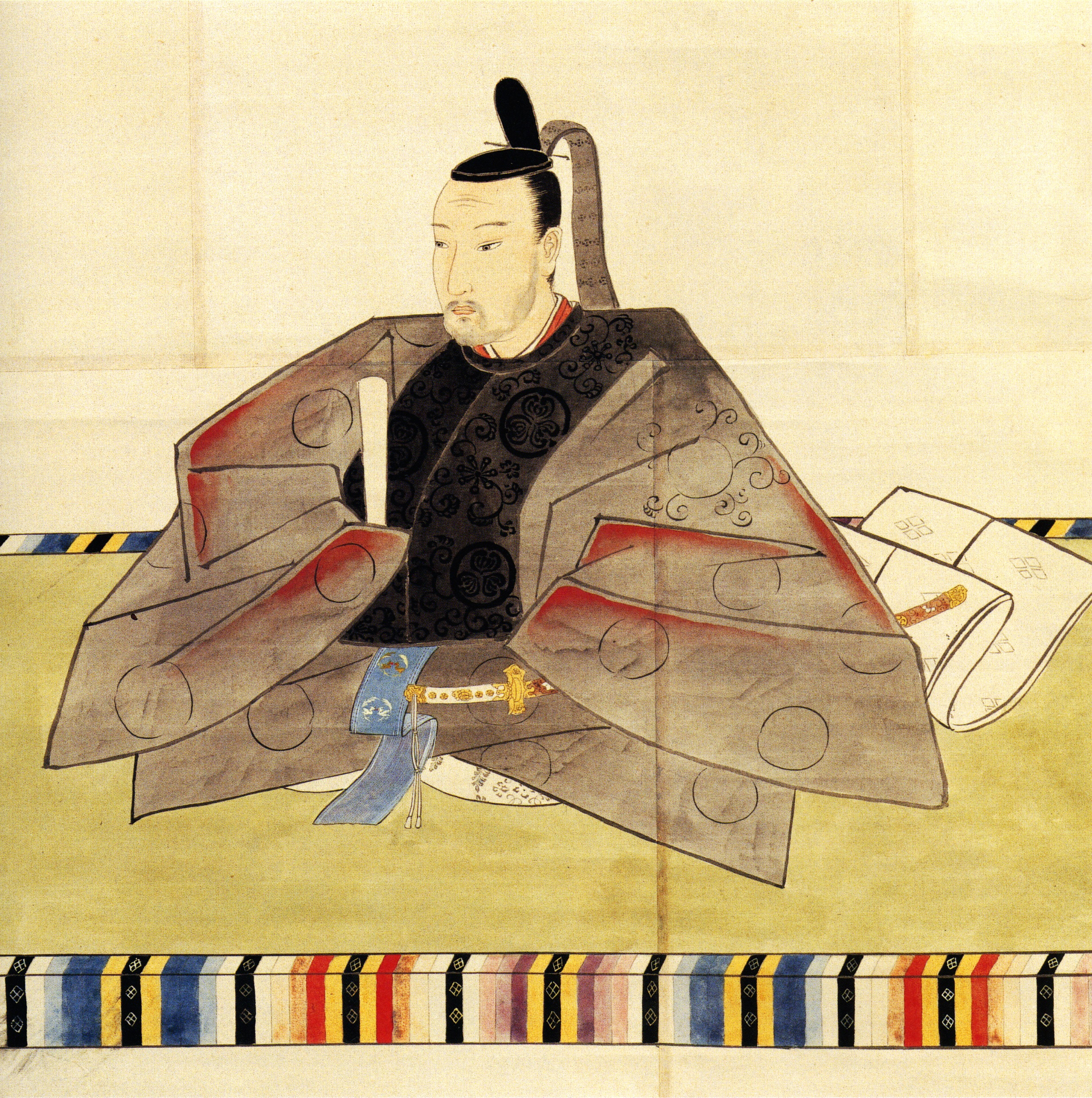
Tokugawa Iesada

Tokugawa Iesada (徳川 家定 (6 de maio de 1824 — 14 de agosto de 1858) foi o 13º xogum do Xogunato Tokugawa do Japão que esteve no poder por somente 5 anos, desde 1853 até 1858. Ele era fisicamente fraco e é considerado por historiadores como tendo sido incapaz de ser xogum. Seu reinado marcou o começo do período Bakumatsu.[carece de fontes?]

## Biografia
Iesada nasceu no Castelo Edo como Masanosuke (政之助) - o quarto filho do 12º xogum Tokugawa Ieyoshi com sua concubina, Honjuin.
Como a maioria dos seus irmãos morreram na infância, foi logo cedo escolhido como herdeiro, mas sua interação com pessoas era muito restrita para evitar doenças.[carece de fontes?]
É dito que ele tinha um temperamento forte desde a infância e odiava aparecer em público, pois sofreu de varíola quando criança e tinha hematomas ao redor dos olhos, que não são retratados em seus retratos.[carece de fontes?] Há uma teoria entre alguns historiadores que ele tinha paralisia cerebral.
Iesada tomou o poder depois do episódio dos Barcos Negros, que foi supostamente a causa da doença e morte de seu pai Tokugawa Ieyoshi[carece de fontes?], em 22 de junho de 1822. Um mês depois, virou xogum oficialmente, e mudou seu nome de Iesachi para Iesada.

Foi responsável pelos Tratados desiguais firmados no Tratado de Kanagawa (Tratado de amizade anglo-japonês, Tratado Harris, Tratado de amizade e Comércio Anglo-Japonês) que romperam o sakoku e abriram as fronteiras Japonesas para as influências estrangeiras, abrindo o caminho para Bakumatsu.[carece de fontes?] 